# 平野叶苑
平野 叶苑（ひらの かえん、2002年7月28日 - ）は、ジャパンラグビーリーグワンの中国電力レッドレグリオンズに所属するラグビーユニオン選手。

## 経歴
2018年、名古屋市立西陵高等学校に入学。
高3の時に花園（全国高等学校ラグビーフットボール大会）にナンバーエイトで出場。
2021年、京都産業大学に進学。3年時・4年時にフッカーで大学選手権に出場。
2025年4月1日、ジャパンラグビーリーグワンの中国電力レッドレグリオンズに加入した。